# 연골염
연골염(軟骨炎, chondritis)은 연골의 염증이다.
연골염은 골연골염(骨軟骨炎), 늑연골염(肋軟骨炎), 재발성 다발연골염(再發性多發軟骨炎) 등 여러 형태로 나타난다. 늑연골염은 심장마비처럼 느껴지는 것이 특징이다.

## 같이 보기
- 연골병증
- 연골용해
- 연골막염, 일반적으로 바깥귀와 관련됨
- 재발성 다발연골염